# Бешка (остров)
Бешка (Горица, Брезовица, черног. Beška, Gorica, Brezovica) — один из 12 островов на Скадарском озере, в Черногории. Принадлежит общине Бар. На острове расположен монастырь Бешка конца XIV века с двумя церквями. Принадлежит Черногорско-Приморской митрополии. Георгиевская церковь построена на открытом плато в 1380—1390-х годах зетским господарем Георгием II Страцимировичем Балшичем. Вероятно, в то же время основан монастырь. Церковь опекала Елена, дочь святого князя Лазаря Хребеляновича и супруга Георгия II Страцимировича Балшича, яркая представительница предренессансного движения в Черногории. После смерти Георгия II Елена Балшич отремонтировала в 1438—1440 гг. пришедшую в запустение церковь святого Георгия и построила в качестве своей усыпальницы Благовещенскую церковь. В настоящее время это женский монастырь, в котором живут шесть сестёр: две монахини и четыре послушницы, в том числе русская из Москвы. Игуменией является матушка Фотина.